# توم غينسبيرغ
توم غينسبيرغ (بالإنجليزية: Tom Ginsburg)‏ هو أكاديمي وأستاذ قانون أمريكي، ولد في 22 فبراير 1968 في بيركيلي في الولايات المتحدة.
يشغل غينسبيرغ منصب أستاذ ليو سبيتز في القانون الدولي وأستاذ العلوم السياسية في جامعة شيكاغو وهو عضو في الأكاديمية الأمريكية للفنون والعلوم. يشتهر غينسبيرغ بأبحاثه في القانون الدولي والمقارن وتركيزه على دساتير البلدان ولا سيما في منطقة شرق آسيا.

## لمحة موجزة
ولد غينسبيرغ في مدينة بركلي بولاية كاليفورنيا الأمريكية بتاريخ 22 فبراير عام 1967. وهو حائز على درجة بكالوريوس آداب في الدراسات الآسيوية ودرجة دكتوراه في القانون وعلى شهاداة دكتواره في التشريع والسياسة الاجتماعية من جامعة كاليفورنيا في بركلي. وكان أستاذًا جامعيًا بكلية الحقوق في جامعة إلينوي في إربانا-شامبين خلال الفترة من عام 2000 حتى عام 2008 وبعدها انتقل ليصبح أستاذًا في جامعة شيكاغو.

## السيرة الأكاديمية
عمل غينسبيرغ مستشارًا قانونيًا لمحكمة المطالبات الإيرانية الأمريكية في لاهاي بهولندا، بالإضافة إلى عمله في استشارة العديد من وكالات التنمية الدولية والحكومات الأجنبية قبل قيامه بتدريس القانون في جامعة إلينوي عام 2000. وكان أستاذًا جامعيًا زائرًا في كل من جامعة طوكيو وجامعة كيوشو وجامعة سول الوطنية ومركز هرتسليا متعدد التخصصات وجامعة بنسيلفانيا وجامعة ترينتو. وكتب عدد كبير من مقالات الدوريات والمراجعات القانونية بالإضافة إلى سبعة كتب. ويعود إليه الفضل مع زكاري إلكينز في تأسيس مشروع الدساتير المقارنة الذي سجل محتوى مجموعة كاملة من الدساتير الوطنية للبلدان منذ عام 1789. والمشروع موجود على موقع على الإنترنت بشراكة مع جوجل آيديز.

## وصلات خارجية
- مشروع الدساتير المقارنة (بالإنجليزية)